# Le Gué-de-Velluire
Le Gué-de-Velluire est une commune française située dans le département de la Vendée en région Pays de la Loire.
Ses habitants sont appelés les Guétréens.

## Géographie
Le territoire municipal du Gué-de-Velluire s’étend sur 1 284 hectares. L’altitude moyenne de la commune est de 9 mètres, avec des niveaux fluctuant entre 0 et 39 mètres,.

### Communes limitrophes
|                            | Velluire           |     |
| La Taillée                 | du Gué-de-Velluire | Vix |
| Marans (Charente-Maritime) | L'Île-d'Elle       |     |

### Climat
Pour des articles plus généraux, voir Climat des Pays de la Loire et Climat de la Vendée.
En 2010, le climat de la commune est de type climat océanique franc, selon une étude du CNRS s'appuyant sur une série de données couvrant la période 1971-2000. En 2020, Météo-France publie une typologie des climats de la France métropolitaine dans laquelle la commune est exposée à un climat océanique et est dans la région climatique  Littoral charentais et aquitain, caractérisée par une pluviométrie élevée en automne et en hiver, un bon ensoleillement, des hivers doux (6,5 °C), soumis à la brise de mer. 
Pour la période 1971-2000, la température annuelle moyenne est de 12,1 °C, avec une amplitude thermique annuelle de 14,4 °C. Le cumul annuel moyen de précipitations est de 685 mm, avec 13,6 jours de précipitations en janvier et 6,5 jours en juillet. Pour la période 1991-2020, la température moyenne annuelle observée sur la station météorologique de Météo-France la plus proche, sur la commune de Marans à 9 km à vol d'oiseau, est de 13,2 °C et le cumul annuel moyen de précipitations est de 739,6 mm,. Pour l'avenir, les paramètres climatiques de la commune estimés pour 2050 selon différents scénarios d'émission de gaz à effet de serre sont consultables sur un site dédié publié par Météo-France en novembre 2022.

## Urbanisme

### Typologie
Au 1er janvier 2024, Le Gué-de-Velluire est catégorisée commune rurale à habitat dispersé, selon la nouvelle grille communale de densité à sept niveaux définie par l'Insee en 2022.
Elle est située hors unité urbaine et hors attraction des villes,.

### Occupation des sols
L'occupation des sols de la commune, telle qu'elle ressort de la base de données européenne d’occupation biophysique des sols Corine Land Cover (CLC), est marquée par l'importance des territoires agricoles (97,2 % en 2018), une proportion sensiblement équivalente à celle de 1990 (97,8 %). La répartition détaillée en 2018 est la suivante : 
terres arables (63,8 %), zones agricoles hétérogènes (26,9 %), prairies (6,5 %), zones urbanisées (2,8 %). L'évolution de l’occupation des sols de la commune et de ses infrastructures peut être observée sur les différentes représentations cartographiques du territoire : la carte de Cassini (XVIIIe siècle), la carte d'état-major (1820-1866) et les cartes ou photos aériennes de l'IGN pour la période actuelle (1950 à aujourd'hui).

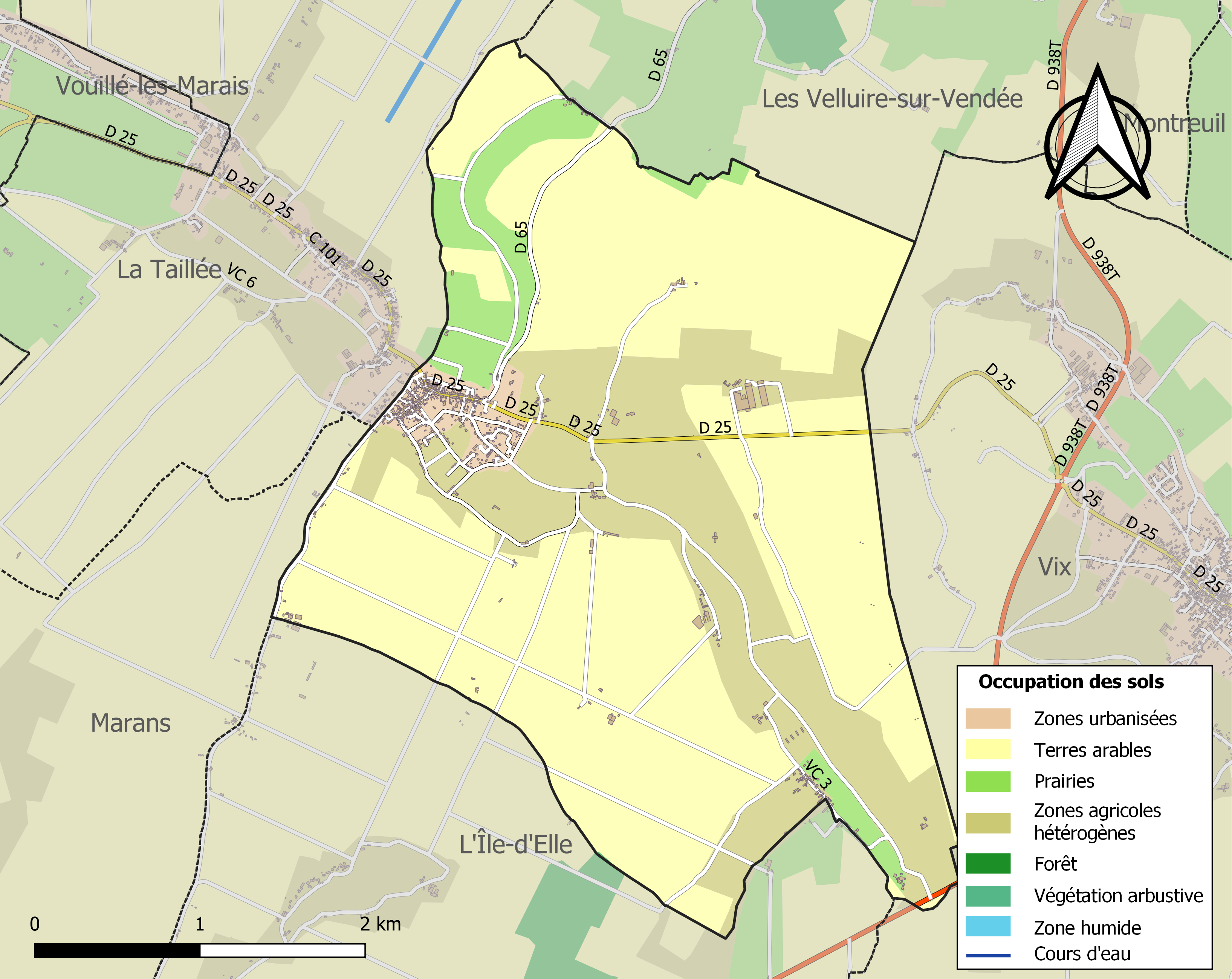
Carte des infrastructures et de l'occupation des sols de la commune en 2018 (CLC).

## Histoire
La présence humaine dans la région remonte à environ 4000 ans avant notre ère, où les hommes ont exploité les ressources de cette presqu'île, comprenant des forêts pour la chasse et le bois, ainsi que des zones maritimes et fluviales propices à la pêche. Les Gaulois et les Romains ont également habité la région, comme en témoignent les découvertes archéologiques.
Un gué permettait de traverser vers les autres îles, donnant son nom à la localité actuelle. Ce passage, utilisé par les animaux et les chariots, impliquait un péage vers le seigneur local.
Une tradition rapporte l'institution d'un oratoire ou prieuré à Saint-Martin sur la colline, d'où l'on peut admirer un panorama sur les falaises autrefois battues par les flots. Le prieuré a laissé des traces archéologiques, notamment des sarcophages et des parchemins. L'érudit L. de La Boutetière a édité les chartes concernant le prieuré de la Sébrandière, fondé avant 1184 par Thibaut Chabot, dépendant de l'abbaye d'Orbestier.
Des mouvements de terrain ont affecté la région au cours des siècles, modifiant le paysage et l'interaction entre la terre et la mer. Les moines ont joué un rôle crucial dans la mise en valeur des terres émergées, creusant des canaux pour favoriser l'agriculture.
La région a été le théâtre de conflits, tels que les invasions normandes, la guerre de Cent Ans et les guerres de religion. Les abbayes ont été pillées et détruites à plusieurs reprises.
La mise en valeur du Marais Poitevin a commencé au XVIe siècle, avec l'intervention d'ingénieurs hollandais sous le règne de Henri IV. Cela a entraîné la construction de canaux et de digues, distinguant le marais desséché du marais mouillé.
La Révolution française a mis fin aux inégalités féodales, mais a également engendré des conflits locaux, comme la guerre de Vendée. La région a été touchée par les deux guerres mondiales et a connu des périodes d'occupation et de restrictions.
Le remembrement des terres dans les années 1950 et 1960 a profondément modifié l'agriculture et le paysage local. Des coopératives ont été créées pour répondre aux besoins économiques de la région.
Des événements plus récents, comme la création d'une maison médicale, témoignent de l'évolution continue de la commune. Des efforts sont déployés pour préserver le patrimoine et améliorer la qualité de vie des habitants.

## Héraldique
| Blason | Blasonnement : Écartelé : au premier, d'azur au prieuré d'argent, ouvert et ajouré de gueules ; au deuxième, d'argent au rocher de sable mouvant du flanc dextre et de la pointe ; au troisième, d'argent à la boucle de gueules ; au quatrième, de sinople à la rivière d'argent posée en bande, au gué pavé de sable. |

## Politique et administration

### Liste des maires
| Période                                  | Période  | Identité            | Étiquette | Qualité                   |
| ---------------------------------------- | -------- | ------------------- | --------- | ------------------------- |
| 1886                                     | 1935     | François Méchin     |           |                           |
| 1935                                     | 1945     | Georges Bouchonneau |           |                           |
| 1945                                     | 1971     | Louis Gaignet       | app.MRP   | Exploitant agricole       |
| 1971                                     | 1977     | Pierre Poupin       |           |                           |
| 1977                                     | 2001     | André Ferret        |           | Ancien maréchal-ferrant   |
| 2001                                     | 2008     | Rosy Hocbon         |           |                           |
| 2008                                     | En cours | Joseph Marquis      |           | retraité de l'agriculture |
| Les données manquantes sont à compléter. |          |                     |           |                           |

## Population et société

### Démographie

#### Évolution démographique
L'évolution du nombre d'habitants est connue à travers les recensements de la population effectués dans la commune depuis 1793. Pour les communes de moins de 10 000 habitants, une enquête de recensement portant sur toute la population est réalisée tous les cinq ans, les populations de référence des années intermédiaires étant quant à elles estimées par interpolation ou extrapolation. Pour la commune, le premier recensement exhaustif entrant dans le cadre du nouveau dispositif a été réalisé en 2004.

En 2022, la commune comptait 516 habitants, en évolution de −5,49 % par rapport à 2016 (Vendée : +5,33 %, France hors Mayotte : +2,11 %).
| 1793 | 1800  | 1806 | 1821  | 1831  | 1836  | 1841  | 1846  | 1851  |
| ---- | ----- | ---- | ----- | ----- | ----- | ----- | ----- | ----- |
| 875  | 1 027 | 855  | 1 157 | 1 231 | 1 255 | 1 280 | 1 252 | 1 209 |

| 1856  | 1861  | 1866  | 1872  | 1876  | 1881  | 1886 | 1891 | 1896 |
| ----- | ----- | ----- | ----- | ----- | ----- | ---- | ---- | ---- |
| 1 186 | 1 204 | 1 167 | 1 065 | 1 048 | 1 008 | 942  | 938  | 906  |

| 1901 | 1906 | 1911 | 1921 | 1926 | 1931 | 1936 | 1946 | 1954 |
| ---- | ---- | ---- | ---- | ---- | ---- | ---- | ---- | ---- |
| 880  | 857  | 795  | 688  | 616  | 621  | 601  | 610  | 595  |

| 1962 | 1968 | 1975 | 1982 | 1990 | 1999 | 2004 | 2006 | 2009 |
| ---- | ---- | ---- | ---- | ---- | ---- | ---- | ---- | ---- |
| 574  | 523  | 449  | 431  | 435  | 467  | 509  | 514  | 544  |

| 2014 | 2019 | 2022 | - | - | - | - | - | - |
| ---- | ---- | ---- | - | - | - | - | - | - |
| 539  | 529  | 516  | - | - | - | - | - | - |

#### Pyramide des âges
En 2018, le taux de personnes d'un âge inférieur à 30 ans s'élève à 29,2 %, soit en dessous de la moyenne départementale (31,6 %). À l'inverse, le taux de personnes d'âge supérieur à 60 ans est de 32,5 % la même année, alors qu'il est de 31,0 % au niveau départemental.
En 2018, la commune comptait 288 hommes pour 248 femmes, soit un taux de 53,73 % d'hommes, largement supérieur au taux départemental (48,84 %).
Les pyramides des âges de la commune et du département s'établissent comme suit.
| Hommes | Classe d’âge | Femmes |
| ------ | ------------ | ------ |
| 0,0    | 90 ou +      | 1,6    |
| 7,7    | 75-89 ans    | 10,2   |
| 23,2   | 60-74 ans    | 22,5   |
| 20,1   | 45-59 ans    | 20,8   |
| 18,0   | 30-44 ans    | 18,0   |
| 10,9   | 15-29 ans    | 11,4   |
| 20,1   | 0-14 ans     | 15,5   |

| Hommes | Classe d’âge | Femmes |
| ------ | ------------ | ------ |
| 0,8    | 90 ou +      | 2,2    |
| 8,7    | 75-89 ans    | 11,1   |
| 20,3   | 60-74 ans    | 21,3   |
| 20     | 45-59 ans    | 19,4   |
| 17,5   | 30-44 ans    | 16,8   |
| 15     | 15-29 ans    | 13,2   |
| 17,7   | 0-14 ans     | 16,1   |

## Lieux et monuments
- Église Saint-Martin-de-Tours.
- Place du 8 mai 1945, avec sa halle et sa tour de guet (réhabilitation de la place en 2017)